# Comunidade Econômica Eurasiática
A Comunidade Econômica Eurasiática (CEEA ou EurAsEC) começou em 10 de outubro de 2000, quando Bielorrússia, Cazaquistão, Quirguistão, Rússia e Tajiquistão assinaram o tratado. A EurAsEC foi criada quando o tratado foi finalmente ratificado pelos cinco Estados membros em maio de 2001.
Durante os 14 anos em que existiu, a CEEA implantou políticas econômicas para unificar a comunidade. A União Aduaneira da Bielorrússia, Cazaquistão e Rússia foi formada em 1º de janeiro de 2010 e posteriormente renomeada para União Aduaneira Eurasiática. As Quatro Liberdades (bens, capital, serviços e pessoas) foi completamente implantada em 25 de janeiro de 2012, com a formação do Espaço Econômico Eurasiático.
Em 10 de outubro de 2014, um acordo sobre o fim da Comunidade Econômica Eurasiática foi assinado em Minsque após sessão do Conselho Interestatal da CEEA. A organização foi extinta em 1º de janeiro de 2015, quando foi lançada a União Econômica Eurasiática.